# 에위스트리뷔그드

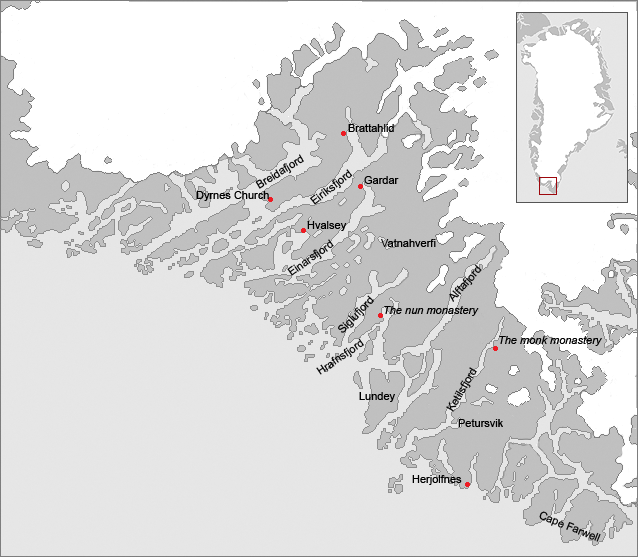

에위스트리뷔그드(고대 노르드어: Eystribyggð)는 기원후 985년경 아이슬란드의 노르드인들이 그린란드에 건설한 정착지이다. 노르드인들의 세 그린란드 정착지 중 가장 먼저 세워졌으며 그 중 규모도 가장 컸다. 전성기에는 약 4,000 명의 주민이 살았으며, 최후의 기록은 1408년이라 보다 북쪽의 베스트리뷔그드보다 더 오래 유지되었음을 짐작케 한다.
"에위스트리뷔그드"는 "동쪽 정착지"라는 뜻인데, 동쪽이라기보다는 남쪽에 있다. 현재의 행정구역으로는 쿠야흘렉에 해당한다.

## 소속 정착지
- 가르다르(주교좌 소재지)
- 흐발세위
- 브라타흘리드
- 뒤메스
- 헤룔프네스
- 페투르스비크
- 룬데위
- 바트나흐베르피

## 같이 보기
- 베스트리뷔그드